# キングス郡 (カリフォルニア州)
キングス郡（英: Kings County）は、アメリカ合衆国カリフォルニア州の肥沃な農業地域セントラルバレーに位置する郡である。郡内にはアメリカ海軍では最新かつ最大の航空基地であるリムーア海軍航空基地がある。人口は15万2486人（2020年）。郡庁所在地はハンフォードである。アメリカ合衆国国勢調査局はキングス郡をハンフォード・コーコラン統計上都市圏全体に跨るものとして定義している。

## 歴史
キングス郡は1893年にトゥーレアリ郡の西部から分離して設立された。1909年、州議会の立法によってフレズノ郡の土地208平方マイル (540 km2) がキングス郡の北西部に追加された。
郡の名前は、聖書に出てくる東方の三博士に因み、スペイン語のEl Rio de los Santos Reyes（神聖なる国王達（キングス）の川）から名づけられた。この川は1805年にスペインの陸軍中尉ガブリエル・モラガが率いた遠征隊によって発見された。この地をアメリカ合衆国が支配下に収めたときにキングス川と改名された。
1928年、キングス郡南西部にあるケトルマンヒルズで石油が発見された。このケトルマン・ノースドーム油田はアメリカ合衆国でも最大級に生産高の高い油田になってきた。
1961年、アメリカ海軍がリムーア市の西9マイル (14 km) にリムーア海軍航空基地を開設した。ここは第二次世界大戦時のリムーア陸軍航空基地からそれほど遠くないところにある。

### 歴史史跡
- キングストン、キングス川の渡し場があったゴーストタウン
- マッセル湿地の悲劇跡地
- エル・アドベ・ロス・ロブレス・ランチョ、ダニエル・ローズが建設した牧場本館

## 地理
アメリカ合衆国国勢調査局に拠れば、郡域全面積は1,391平方マイル (3,600 km2)であり、このうちの水域率は0.04%である。
キングス郡の北と北西はフレズノ郡、東はトゥーレアリ郡、南はカーン郡とサンルイスオビスポ郡の小部分、西はモントレー郡と接している。
歴史あるトゥーレアリ湖の大半が郡内にある。19世紀後半には農業用地として埋め立てられたが、昔は五大湖より西では最大の淡水湖と考えられていた。

### インディアン居留地
- サンタローザ・ランチェリア

### 隣接する郡
- カーン郡 - 南
- トゥーレアリ郡 - 東
- フレズノ郡 - 北、北西
- モントレー郡 - 西
- サンルイスオビスポ郡 - 南西

## 都市と町
| - ハンフォード（郡庁所在地） - コーコラン - アベナル - リムーア | - アルモナ - ホームガーデン - ケトルマンシティ - リムーアステーション - ストラットフォード - グランジェビル - ガーンジー - ハルズコーナー - ハードウィック - ハブ - アイランドディストリクト - レイクサイド - キーバレー |

## 交通

### 主要高規格道路
- 州間高速道路5号線
- カリフォルニア州道33号線
- カリフォルニア州道41号線
- カリフォルニア州道43号線
- カリフォルニア州道198号線
- カリフォルニア州道269号線

### 公共交通
キングス地域田園交通がキングス郡内とフレズノ市むけに定期バス路線、通勤客用のバンの相乗りサービス、およびデマンドサービスを運営している。
アムトラックの列車がコーコランとハンフォードで停車している。
オレンジベルト・ステージズがハンフォードを中心とする都市間バス便を運行している。グレイハウンドのバスへの乗り継ぎはバイセイリアあるいはパソロブレスで可能である。

### 空港
ハンフォード市の南東に一般用途空港のハンフォード市民空港がある。アベナルにある民間空港はセントラル・カリフォルニア・ソアリングクラブが本拠地にしている。

## 経済
キングス郡の経済は農業を基盤にしている。農業以外の重要な雇用主としてはリムーア海軍航空基地と、郡内の3つの州立刑務所を運営するカリフォルニア州矯正リハビリテーション部がある。
2007年度に課税された売上高は13億3,000万ドルだった。
キングス郡も2000年代後半の不況の影響を免れなかった。2010年10月時点の失業率は15.0%であり、2008年7月の10.1%から拡大した。2009年の国勢調査局アメリカ地域社会調査に拠れば、世帯当たり収入の中央値は2007年の48,419ドルから2009年の44,506ドルと8%以上下落した。太平洋大学事業予測センターの長であるジェフリー・マイケルは、2010年10月の新聞インタビューで、キングス郡の個人収入は半分近くが政府関連の仕事から上がっており、農業従事者の収入より高いと語った。2007年から2009年にかけて、郡内の農業は最大の打撃を受けたのに対し、政府関連の仕事は堅実なままである。郡内酪農業はその牛乳売上高で2008年の6億7,000万ドルから2009年には4億1,100万ドルまで下降し、39%の減少となった。ウェスタン牛乳生産者同盟のCEOビル・バン・ダムが2009年7月に語ったところに拠れば、2009年半ばまでに牛乳生産者に払われた代金は生産に要した費用以下のレベルまで低下した。2010年12月の牛乳価格は2009年の単位重量当たり10ドルから13ドルに上昇した。しかし、乳牛に与えるトウモロコシの価格は、トウモロコシがエタノールの生産に当てられているために上昇している。バン・ダムは現在の価格で酪農家のコストは損益分岐点かそれに近いレベルであると語っている。

## 政治
2008年1月時点で、キングス郡の登録有権者は45,444人であり、このうち21,685人は共和党支持を表明し、16,664人は民主党支持を表明している。
郡はアメリカ合衆国大統領選挙で共和党の強い地盤である。大統領選挙で民主党が多数を取ったのは1968年のヒューバート・ハンフリーが最後だった。
アメリカ合衆国下院議員の選挙ではカリフォルニア州第20選挙区の一部であり、カリフォルニア州議会下院議員の選挙では、第30選挙区に入っている。カリフォルニア州議会上院議員の選挙では、第16選挙区に入っている。2010年時点ではアメリカ合衆国下院議員とカリフォルニア州議会上院議員を民主党議員が、カリフォルニア州議会下院議員を共和党議員が務めている。
2008年の命題8に関する住民投票で郡内投票者の73.7%は法案に賛成した。これは同性同士の結婚を禁止するためのカリフォルニア州憲法修正案だった。

### 郡政府
キングス郡はカリフォルニア州憲法による一般法の郡である。すなわち郡の憲章を持たない。5人の委員による管理委員会が統治している。委員は各選挙区から4年任期で選出され、多選の制限は無い。委員会の議長と副議長は毎年委員の互選によって選ばれている。2011年1月3日、2011年の議長としてトニー・バーバが、副議長としてリチャード・ファグンデスが選出された。
管理委員会は郡の管理役を指名する。2011年現在の管理役はラリー・スパイクスである。

## 人口動態
以下は2000年の国勢調査による人口統計データである。
| 基礎データ - 人口: 129,461人（2008年推計154,434人） - 世帯数: 34,418世帯 - 家族数: 26,983家族 - 人口密度: 36人/km2（93人/mi2） - 住居数: 36,563軒 - 住居密度: 10軒/km2（26/mi2） 人種別人口構成 - 白人: 53.68% - アフリカン・アメリカン: 8.30% - ネイティブ・アメリカン: 1.68% - アジア人: 3.07% - 太平洋諸島系: 0.19% - その他の人種: 28.28% - 混血: 4.79% - ヒスパニック・ラテン系: 43.61% - ポルトガル系アメリカ人: 7.1% - ドイツ系アメリカ人: 6.2% - アイルランド系アメリカ人: 5.3% - 先祖がアメリカ人: 5.1% 主たる言語による人口構成 - 英語: 63.6% - スペイン語: 30.9% - タガログ語: 1.4% - ポルトガル語: 1.4% - サモア語: 1.3% | 年齢別人口構成 - 18歳未満: 29.0% - 18-24歳: 11.8% - 25-44歳: 35.0% - 45-64歳: 16.8% - 65歳以上: 7.4% - 年齢の中央値: 30歳 - 性比（女性100人あたり男性の人口） - 総人口: 134.8 - 18歳以上: 148.8（男性人口が高いのは州立刑務所があるため） 世帯と家族（対世帯数） - 18歳未満の子供がいる: 46.4% - 結婚・同居している夫婦: 58.0% - 未婚・離婚・死別女性が世帯主: 14.3% - 非家族世帯: 21.6% - 単身世帯: 17.0% - 65歳以上の老人1人暮らし: 6.8% - 平均構成人数 - 世帯: 3.18人 - 家族: 3.56人 収入と家計 - 収入の中央値 - 世帯: 35,749米ドル - 家族: 38,111米ドル - 性別 - 男性: 31,700米ドル - 女性: 24,772米ドル - 人口1人あたり収入: 15,848米ドル - 貧困線以下 - 対人口: 19.5% - 対家族数: 15.8% - 18歳未満: 25.9% - 65歳以上: 8.8% 2003年時点でカリフォルニア州では人口1人あたり収入が最低となった。 |

## 文化
キングス郡では毎年5月にキングス郡ホームカミング・ウィークと呼ぶ祭りを開催している。